# Morotschne
Morotschne (ukrainisch Морочне; russisch Морочное/Morotschnoje, polnisch Moroczna) ist ein Dorf in der westukrainischen Oblast Riwne mit 1200 Einwohnern. Es liegt am Flüsschen Noschyk (Ножик) nahe der Grenze zu Belarus, das ehemalige Rajonszentrum Saritschne liegt 13 Kilometer südwestlich, die Oblasthauptstadt Riwne 138 Kilometer südwestlich des Ortes.

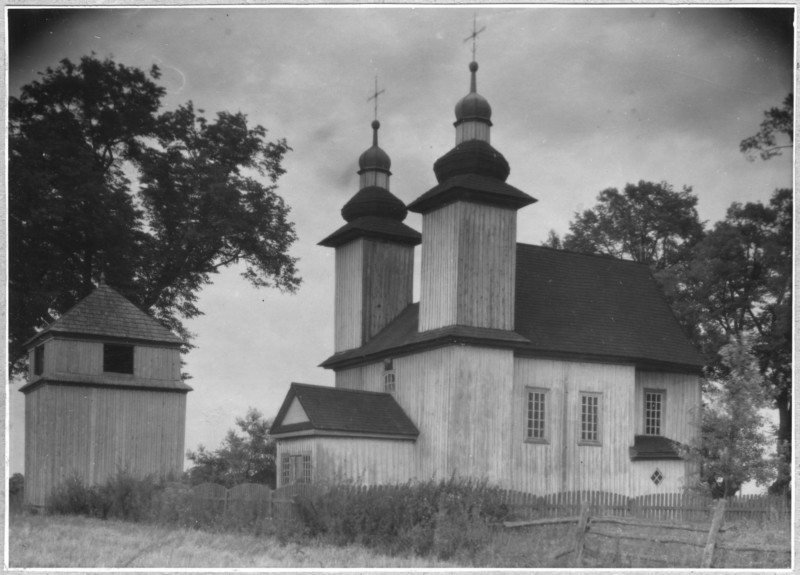
Kirche im Ort (1929)

Am 12. Juni 2020 wurde das Dorf ein Teil neu gegründeten Siedlungsgemeinde Saritschne, bis dahin bildete es zusammen mit dem Dorf Mutwyzja (Мутвиця) die Landratsgemeinde Morotschne (Морочненська сільська рада/Morotschnenska silska rada) im Westen des Rajons Saritschne.
Am 17. Juli 2020 wurde der Ort ein Teil des neugegründeten Rajons Warasch.

## Geschichte
Der Ort wurde 1511 zum ersten Mal schriftlich erwähnt und lag bis 1793 als Teil der Adelsrepublik Polen-Litauen in der Woiwodschaft Brześć Litewski. Danach kam es zum neugegründeten Gouvernement Minsk als Teil des Russischen Reiches.
Nach dem Ende des Ersten Weltkrieges wurde der Ort ein Teil der Zweiten Polnischen Republik (Woiwodschaft Polesien, Powiat Pińsk, Gmina Moroczna Wielka), nach dem Ausbruch des Zweiten Weltkrieges wurde das Gebiet durch die Sowjetunion und ab 1941 durch Deutschland besetzt. 1945 kam es endgültig zur Sowjetunion und wurde in die Ukrainische SSR eingegliedert, 1991 wurde er schließlich ein Teil der heutigen Ukraine.
Zwischen Anfang 1940 und dem 20. März 1946 war Morotschne Rajonshauptstadt des gleichnamigen Rajons Morotschne, danach wurde der Rajonssitz nach Saritschne verlegt und Morotschne verblieb ein einfaches Dorf.